# 李祕
李（9世纪？—905年），唐朝皇子，是唐昭宗的第八子，生母不详。
乾宁四年（897年）十月廿二日，李祕被他父亲唐昭宗封为景王。天复（903年）三年正月，劫持唐昭宗的李茂貞以其子李繼侃娶唐昭宗之女平原公主，又将苏捡的女儿嫁给他为王妃，以巩固自己的地位。天祐二年（905年）二月初九日，朱温派蒋玄晖邀请德王李𥙿、棣王李祤、虔王李禊、沂王李禋、遂王李祎、景王李祕、祁王李祺、雅王李禛、琼王李祥，在九曲池喝酒。九王喝醉后，蒋玄晖把他们全部勒死，抛尸到九曲池中。